# Ясутака Цуцуи
Ясутака Цуцуи (на японски: 筒井 康隆 Tsutsui Yasutaka) е японски актьор, театрален критик и писател на произведения в жанра научна фантастика. Заедно с Шиничи Хоши и Сакьо Комацу е сред най-известните автори на научна фантастика в Япония.

## Биография и творчество
Ясутака Цуцуи е роден на 24 септември 1934 г. в Осака, Япония. Завършва с магистърска степен естетика на изкуството в университета „Дошиша“. След дипломирането си работи в продължение на няколко години в клон на дизайнерската фирма „Нумура“. През 1961 г. основава научнофантастичното списание „NULL“, което издава до 1964 г., привличайки много млади членове на японската научна фантастика. От 1965 г. става сценарист и се посвещава на писателската си кариера. Участва в множество филми и сериали като артист.
Първият му роман „48億の妄想“ (48 милиарда заблуди) е публикуван през 1965 г. и е сатира за студената война водеща до края на света. Романът му „時をかける少女“ (Момичето, което пътува през времето) от 1967 г. става бестселър и е екранизиран в множество филми и театрални постановки, сред които „Момичето, което пътува през времето“ от 2006 година.
През 70-те години започва да експериментира с различни литературни форми, но постига голямо признание като автор на научна фантастика.
През 1972 г. е издаден романа му „Семейни сцени“ от поредицата „Нанасе“. Главната героиня Нанасе владее телепатията и може да чете мислите на хората около себе си, но пази тайната си, за да не стане опитно зайче. Става домашна помощница на различни семейства, сблъсквайки се с тайните им чувства, желания и страсти, и опесните последствия от тях. Романът съчетава различни жанрове и е психологическа панорама на фалша, изневерите и лъжите в съвременното японско семейство.
Произведенията му са известни със своя тъмен хумор и сатирично съдържание. Той често сатиризира различни японски табута и получава много критики за това. В периода 1993 – 1996 г. прави стачка като писател, за да протестира срещу прекомерното самоналожено ограничение на японските издатели. В този период става активен в електронните медии и през лятото на 1996 г. подпомага създаването на първия литературен сървър в Япония „JALInet“.
През 1987 г. печели наградата „Танизаки“, през 1981 г. наградата „Киока Изуми“, през 1989 г. наградата „Ясунари Кавабата“ и през 1992 г. наградата „Нохон Тайшо“. През 1997 г. е удостоен с отличиета Кавалер на Френския орден на изкуството, а през 2004 г. е удостоен с Почетния орден с пурпурна лента за заслуги към Япония.
Ясутака Цуцуи живее със семейството си в Кобе.

## Произведения

### Самостоятелни романи
- 48億の妄想 48 Oku no Mōsō (1965)
- 馬の首風雲録 Umanokubi Fuunroku (1967)
- 時をかける少女 Toki o Kakeru Shōjo (1967)
- 霊長類、南へ Reichōrui, Minami-e (1969)
- 緑魔の町 Ryokuma no Machi (1970)
- 脱走と追跡のサンバ Dassō to Tsuiseki no Samba (1971)
- 俗物図鑑 Zokubutsu Zukan (1972)
- 男たちのかいた絵 Otoko Tachi no Kaita E (1974)
- 俺の血は他人の血 Ore no Chi wa Tanin no Chi (1974)
- 富豪刑事 Fugō Keiji (1978)
- 大いなる助走 Oi Naru Josō (1979)
- 美藝公 Bigeikō (1981)
- 虚人たち Kyojin Tachi (1981)
- 虚航船団 Kyokō Sendan (1984)
- イリヤ・ムウロメツ Ilya Muromets (1985)
- 旅のラゴス Tabi no Ragosu (1986)
- 歌と饒舌の戦記 Uta to Jōzetsu no Senki (1987)
- 夢の木坂分岐点 Yumenokizaka Bunkiten (1987)
- 驚愕の広野 Kyōgaku no Kōya (1988)
- 新日本探偵社報告書控 Shin-Nihon Tanteisha Hōkokusho Hikae (1988)
- フェミニズム殺人事件 Feminizumu Satsujin Jiken (1989)
- 残像に口紅を Zanzō ni Kuchibeni o (1989)
- 文学部唯野教授 Bungakubu Tadano Kyōju (1990)
- ロートレック荘事件 Rōtorekku-Sō Jiken (1990)
- 朝のガスパール Asa no Gasupāru (1992)
- パプリカ Paprika (1993)
- 邪眼鳥 Jaganchō (1997)
- 敵 Teki (1998)
- わたしのグランパ Watashi no Guranpa (1999)
- 恐怖 Kyōfu (2001)
- 愛のひだりがわ Ai no Hidarigawa (2002)
- ヘル Hell (2003)
- 銀齢の果て Ginrei no Hate (2006)
- 巨船べラスレトラス Kyosen Berasu Retorasu (2007)
- ダンシング・ヴァニティ Dancing Vanity (2008)
- ビアンカ・オーバースタディ Bianca Overstudy (2012)
- 聖痕 Seikon (2013)
- モナドの領域 Monado no Ryōiki (2015)

### Серия „Нанасе“ (Nanase)
1. 家族八景 Kazoku Hakkei (1972)
Семейни сцени, изд.: ИК „Обсидиан“, София (2012), прев. Вера Вутова-Стефанова
2. 七瀬ふたたび Nanase Futatabi (1975)
3. エディプスの恋人 Edipusu no Koibito (1977)

### Разкази
- 環状線 / Kanjo-sen (1971)
Пръстени, сп. „Наука и техника за младежта“, брой 4/1972 г., прев. Лиляна Георгиева
- おれに関する噂 / Ore-ni Kansuru Uwasa (1974)
Слуховете за мен, сп. „Наука и техника за младежта“, прев. Юлиян Стойнов
- Жена край пътя (1974)
Жена край пътя, сп. „Наука и техника за младежта“, брой 49/1991 г., прев. Мария Раева

### Екранизации
- 1965 Sûpâ jettâ – ТВ сериал
- 1972 Taimu toraberâ – ТВ сериал, по романа
- 1974 Oreno chi wa tanin no chi – по романа
- 1982 Weekend Shuffle – по романа
- 1982 Zokubutsu zukan – по романа
- 1983 Toki o kakeru shôjo – по романа
- 1986 Jazz Daimyo – по разказа
- 1989 Bungakusho satsujin jiken: Oinaru jyoso – по романа
- 1994 Toki o kakeru shôjo – ТВ сериал, 5 епизода, по романите
- 1994 Kowagaru hitobito – по разказа
- 1996 Otokotachi no kaita e – по романа
- 1997 Toki o kakeru shôjo – по романа
- 1998 Nanase futatabi chônôryokusha kanzen massatsu – ТВ сериал, по романа
- 2000 Worst Contact – история
- 2003 Watashi no guranpa – по романа
- 2005 Fugô keiji – ТВ сериал, 1 епизод, по романа
- 2006 Fugô keiji deluxe – ТВ сериал, по романа
- 2006 Toki o kakeru shôjo – по романа
- 2006 Паприка, Paprika – по романа
- 2006 Nihon igai zenbu chinbotsu – по романа
- 2008 Nanase futatabi – ТВ сериал, 10 епизода, по романа
- 2009 Yonimo kimyô na monogatari: Aki no tokubetsu hen – ТВ филм, по „Yume no ken'etsukan“
- 2010 Toki o kakeru shôjo – по романа
- 2010 Nanase futatabi – по романа
- 2012 Kazoku hakkei – ТВ сериал, 10 епизода, по романа
- 2014 Yonimo kimyô na monogatari: Fall 2014 Special – ТВ филм
- 2016 Yonimo kimyô na monogatari: Spring 2016 Special – ТВ филм
- 2016 Toki o kakeru shôjo – ТВ минисериал, 4 епизода, по романа